# 圣但尼迪迈讷
圣但尼迪迈讷（法語：Saint-Denis-du-Maine，法語發音：[sɛ̃ dəni dy mɛn]）是法国马耶讷省的一个市镇，位于该省东南部，属于拉瓦勒区。

## 地理
圣但尼迪迈讷（47°58'0"N, 0°31'38"W）面积14.55 平方千米，位于法国卢瓦尔河地区大区马耶讷省，该省份为法国西北部内陆省份，北起芒什省和奧恩省，西接伊勒-维莱讷省，南至曼恩-卢瓦尔省，东临萨尔特省。
与圣但尼迪迈讷接壤的市镇（或旧市镇、城区）包括：阿尔克奈、拉巴祖日德谢姆雷、巴祖热、拉克罗普特、梅莱迪迈讷。

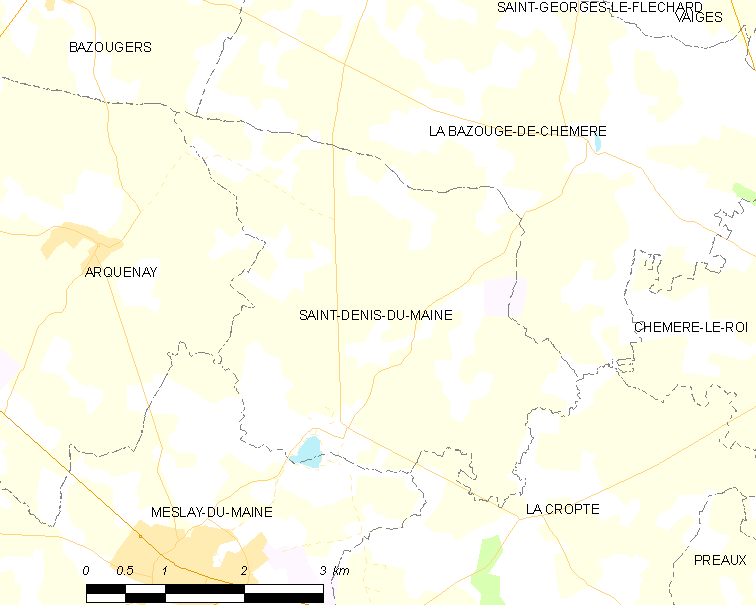
圣但尼迪迈讷的OSM定位图

圣但尼迪迈讷的时区为UTC+01:00、UTC+02:00（夏令时）。

## 行政
圣但尼迪迈讷的邮政编码为53170，INSEE市镇编码为53212。

## 政治
圣但尼迪迈讷所属的省级选区为梅莱迪迈讷县。

## 人口

1962-2008年间圣但尼迪迈讷人口变化图示

圣但尼迪迈讷于2022年1月1日时的人口数量为456人。